# سنور أسود القوائم
سنور أسود القوائم (الاسم العلمي: Felis nigripes) هو نوع من القطط البرية وأصغر قط في إفريقيا، يستوطن المناطق الجافة في جنوب غرب إفريقيا، ممتلئ الجسم فروه مرقط يغطيه الشعر الأسود الذي يحميه من أشعة الصحراء الحارقة. في المتوسط يزن القط أقل من كيلوغرامين، وقد تم إدراجه كأحد الأنواع المعرضة للخطر من قبل الاتحاد الدولي لحفظ الطبيعة منذ سنة 2002.

## الخصائص
هو واحد من أصغر القطط، حيث يبلغ وزن الذكور في المتوسط 1.9 كيلوجرام والإناث 1.3 كيلوجرام. كما يصل طول الرأس ما بين 36.7 سنتيمتر - 43.3 سم ويتميز بأرجل سوداء؛ حيث تعتبر هذه الخاصية مميزة له عن باقي القطط، أما لون فروه فهو برتقالي يميل إلى لون الشوكولاتة وله بقع سوداء أو بنية حيث تتجمع وتشكل حلقات في الساقين والرقية والذيل ثم الجلد. في حين أن الجزء الخلفي من الأذن مستديرة أما عيونه فهي كبيرة جدًا.

## الانتشار والمسكن
يستوطن في جنوب إفريقيا، ناميبيا، زيمبابوي، جنوب أنغولا، بوتسوانا وكذلك في السافانا المفتوحة والمراعي الشبه صحراوية على ارتفاع يصل إلى 2000 متر من سطح البحر، وفي صحراء كارو وصحراء كالاهاري في جنوب إفريقيا.

### انتشار الأنواع الفرعية
Felis nigripes nigripes: يعيش في بوتسوانا وشمال جنوب إفريقيا.
Felis nigripes Thomasi: يعيش في الجنوب الشرقي لجنوب إفريقيا.

## البيئة والسلوك
ينشط السنور أسود القوائم في الليل وبالتالي يصعب النظر إليه ويمضي النهار يستريح في الثقوب الفارغة أو داخل أعشاش النمل الأبيض ثم يبدأ بالصيد بعد غروب الشمس ويحصل على الماء من لحم الفريسة نظرًا لصعوبة الحصول على الماء في المناطق الجافة.
على عكس القطط الأخرى لا يستطيع سنور أسود القوائم التسلق نظرًا لذيله القصير لذلك يتجاهل فروع الأشجار عند الحصول على مأوى فيحفر بحماس في الرمل ليحصل على مأوى.
لا يحب سنور أسود القوائم أن يلجأ في أدنى اضطراب ومع ذلك عندما يُحاصر يلجأ للدفاع عن نفسه مع المثابرة وبسبب هذه العادة وشجاعته تدعي أسطورة سان أن قط أسود القوائم يمكن أن يقتل الزرافة عن طريق ثقب رقبتها وتهدف القصة إلى تأكيد شجاعة هذا الحيوان.

### الغذاء والصيد
نظرًا لصغر حجم القطط فتتخذ الحيوانات الصغيرة كالقوارض والطيور الصغيرة كفريسة لها، عمومًا يصطاد سنور أسود القوائم أربعة عشر حيوان صغير في ليلة واحدة نظرًا لاحتياجاته الطاقية العالية (حوالي 250 غ) وقد لوحظ أنها تتعقب مع التحركات السريعة لالتقاط فريسة من الاختباء ولكنها أيضًا تتحرك ببطء حتى من شرابات الغطاء النباتي. وفي بعض الأحيان سوف تنتظر الفئران خارج الجحر، غالبًا مع عيون مغلقة ولكن في حالة التأهب لأدنى صوت. في القطط الكبيرة عمومًا ولكن على عكس معظم الأنواع الصغيرة الأخرى، لوحظت القطط إخفاءها بعض فريستها لتتناوله في وقت لاحق، بدلًا من استهلاك فريستها فورًا.
كما يشكل القط الأسود القدمين فريسة سهلة للعديد من الحيوانات آكلة اللحوم الأخرى مثل الأسود، والكلاب، وابن آوى، أو الحيوانات المفترسة الإفريقية الكبيرة.